# Буквик (Брчко)
Буквик је мјесна заједница у општини Брчко, Дистрикт Брчко, БиХ.

## Географија
Налази југозападно од Брчког (око 14 km од центра града). Представља једну од највећих заједница Брчко Дистрикта и покрива подручје од 150 km2. Састоји се од села Горњи Буквик, Доњи Буквик, Вујчићи, Лукавац и Гајеви.

## Историја
Буквик је све до 1958. године функционисао као општина која је укључивала 20 села, с центром у Горњем Буквику. Након тога, подручје Буквика улази у састав Општине Брчко, док Горњи Буквик остаје друштвено — економски центар мјесне заједнице за насељена мјеста које га окружују. Асфалтирање и надоградња главног пута током 70-их година је допринело убрзаном развоју заједнице.
Припадници муслиманско-хрватских снага су 1992. у Буквику убили 71 становника српске националности. Напад на Буквик је извршен 14. септембра 1992. Том приликом је са овога продручја ухапшено 2.500 Срба који су одведени у логоре, док је 750 кућа опљачкано и уништено.

## Култура и образовање
Горњи Буквик је пре рата представљао друштвено — културни и економски центар за околна села и засеоке. Имао је значајан број јавних обеката укључујући и вишенаменску зграду месне заједнице у којој су биле смештене: библиотека, амбуланта, пољопривредна апотека, просторије ПТТ-а, матична служба, полиција, фудбалски клуб, откупна станица за млеко и продавница. Заједница је такође имала Дом културе и храм Српске православне цркве. Наведене просторије и услуге су користили становници свих села на подручју Буквика. Нека од мањих села су такође имала јавне објекте. Међутим, током рата, већина од тих објеката је у потпуности уништено или су значајно оштећени. Данас је вишенаменска зграда заједнице у Горњем Буквику реконструисана с просторијама за амбуланту, матични уред, пошту, салу за састанке, полицију те канцеларију руководства месне заједнице.
У Горњем Буквику се налази „13. Основна школа“ на подручју Брчко Дистрикта, у којој су три од десет учионица реконструисане, као и фудбалски клуб „Задругар“, који се тренутно налази у 4. лиги ОФС-а (Општински Фудбалски Савез).

### Храм Светог пророка Илије
У Буквику се налази храм Српске правослване цркве посвећен Светом Пророку Илији. Црква је изграђена 1893. а реконструисана 1937. Храм је након Другог свјетског рата претворен у складиште да би 1965. био поново враћен у службу. Уништен је и спаљен у септембру 1992.

## Путне комуникације
Буквик је лоциран на Регионалном путу Брчко — Горњи Буквик — Церик (Р.460), који представља главну саобраћајну комуникацију између Брчко Дистрикта и Федерације БиХ. Ова саобраћајница (дуга 5,5 km) излази на Магистрални пут (М.18); Орашје (на северу) — Тузла (на југу). На подручју заједнице постоји и 40 km некатегорисаних макадамских путева. Пруга Брчко — Бановићи пролази и кроз Буквик. Пре рата је представљала основни вид саобраћаја за превоз људи и робе из Буквика, повезујући заједницу; на југу са Тузлом и Винковцима на северу.

## Привреда
Подручје Буквика се простире на око 2580 ha земљишта класе 2-7 и нешто земљишта прве класе у близини реке Тиње. Око 70% земљишта је у приватном поседу, а једно домаћинство у просеку поседује око 3,3 ha земљишта.
До развоја пољопривреде на подручју Буквика је дошло током 70-их година. У току 80-их је „Зелени план“, програм спроведен на националном нивоу, обезбедио кредите и подстицаје пољопривредницима. Овај програм је довео до повећања пољопривредне производње у Буквику, посебно воћарства.
У прератном периоду око 80% становништва бавило пољопривредом. Од тога се 60% становништва бавило ратарством, 30% воћарством, а сточарством 10%. У Буквику су постојале три задруге, које су откупљивале пољопривредне производе.
Железничка пруга која пролази кроз Буквик обезбеђивала је транспорт производа до купаца и пијаца у суседним градовима, као и регији.
Буквик има два подземна извора воде: Стјепковицу и Бријестовац. Стјепковица представља један од три главна извора воде у Брчко Дистрикту и има капацитет око 15 l/s.
Подручје богато са високим ниоом подземних вода. Пре рата се 50% становништва на подручју Буквика снадбевало из приватних бунара.
Буквик има повољне услове за пољопривреду, као што су; обрадиво земљиште, повољни климатски фактори, радна снага, добре путне и жељезничке комуникације.

## Становништво
| Националност       | 1991. |
| Срби               | 1.186 |
| Југословени        | 58    |
| Хрвати             | 22    |
| остали и непознато | 29    |
| Укупно             | 1.295 |

| Националност       | 1991.        |
| Срби               | 328 (86,77%) |
| Хрвати             | 9 (2,38%)    |
| Југословени        | 23 (6,08%)   |
| остали и непознато | 18 (4,77%)   |
| Укупно             | 378          |

| Националност       | 1991.        |
| Срби               | 192 (90,57%) |
| Хрвати             | 3 (1,41%)    |
| Југословени        | 16 (7,55%)   |
| остали и непознато | 1 (0,47%)    |
| Укупно             | 212          |